# Sphex resinipes
Sphex resinipes là một loài côn trùng cánh màng trong họ Sphecidae, thuộc chi Sphex. Loài này được Fernald miêu tả khoa học đầu tiên năm 1906.